# Église Notre-Dame-des-Oubiels de Portel-des-Corbières
L'église Notre-Dame-des-Oubiels est une église située en France à Portel-des-Corbières, dans le département de l'Aude en région Occitanie.
Elle fait l'objet d'un classement au titre des monuments historiques depuis 1973.

## Description
À un kilomètre à l'ouest du village se trouvent les ruines d'une ancienne église, Notre-Dame des Oubiels (des agneaux en occitan), bâtie non loin du défilé de la Reïnadouïre (la Reine des eaux), traversé par le fleuve de la Berre.
Cet endroit était le lieu de passage, depuis les temps les plus reculés, sur la Berre, à gué en basses eaux, à l'aide de barques par un passeur en temps de crues. La voie Héracléenne des Celtibères, puis la via Domitia des Romains y aboutissaient. Un oratoire païen et un gîte d'étape (un mansio) y avaient été dressés. A l'aube de l'ère chrétienne, s'y implanta une première chapelle présente en 1175, consacrée à la Vierge, à laquelle succéda Notre-Dame des Oubiels construite entre 1285 et 1310.[réf. nécessaire]
Notre-Dame des Oubiels était donc située sur zone de passage se trouvant à égale distance du village de Portel et des hameaux de Lastours et des Campets. Sans compter les nombreuses bergeries établies sur la zone, l'église était donc au centre de la communauté bien qu'elle paraisse aujourd'hui avoir été construite loin du village de Portel. L'élevage ovin, très présent, lui a donné son nom. Sur la clé de voûte du chœur est d'ailleurs sculpté un agneau.[réf. nécessaire]

## Localisation
L'église est située sur la commune de Portel-des-Corbières, dans le département français de l'Aude.

## Historique
En 1283, Charles II le Boiteux, roi de Sicile et neveu de Saint-Louis (Louis IX), fut fait prisonnier par les Aragonais au cours d'un combat naval. Il émit le vœu de faire élever trois églises à proximité du lieu de sa libération, ce qui se produisit en 1284 à une lieue de Narbonne, non loin de Prat-de-Cest. Il versa donc à l'évêque de Narbonne, Pierre de Montbrun, les deniers nécessaires à l'édification des églises des trois villages mitoyens de Portel, Peyriac-de-Mer et Sigean qui en étaient dépourvus.[réf. nécessaire]
L'édifice est classé au titre des monuments historiques depuis le 17 septembre 1973.
L'église, ses abords et le plan d'eau sont inscrits au titre des sites naturels depuis 1942.